# ダッシュケイオウ
ダッシュケイオウは、慶應義塾が使用する応援歌。

## 概要
正式名は「ダッシュKEIO」。慶應義塾大学應援指導部(慶援部)の関係者（作詞は松本好生、作曲は夏目清史）が東京六大学野球の応援で用いるために製作したオリジナル曲であるが、現在は慶應義塾のチャンスパターンとして学校法人慶應義塾の設置している全教育機関で広く歌われている。
歌詞は「早稲田を倒せ　早稲田を倒せ　早稲田を倒せ（オー!）　かっとばすぞ（オー!）かっとばすぞ（オー!）　勝つぞ勝つぞケ・イ・オー!」。。（慶應義塾高等学校での応援では「○○倒せ」の部分が「チャンスだ打てよ」などとなるが、慶應義塾志木高等学校の応援ではそのまま「○○倒せ」を使用している。）

## 小史
応援指導部（リーダー部・吹奏楽団・チアリーディング部）は、野球部および塾内を盛り上げるために1966年作成・発表の「ダッシュKEIO」をはじめとして、1977年にはファンファーレの作成、1981年には「突撃のテーマ」、「ファイティング・マーチ」を作り、さらにそれらを組み合わせた連続演奏（チャンスパターン）を完成させ、同年の秋季リーグ戦の応援で初めて披露した。現在に言うところのこのチャンスパターンは、当時としては全国でも初の試みだったが、珍しさもあって当時関係者の間では必ずしも好評ではなかった。折りしも1981年春の東京6大学野球春季リーグ戦では、慶應義塾大学は東大からも勝ち点を奪われリーグ最下位となった。そのためこの野球部の成績と馴染みの無い応援形態を絡めて、「慶應は最下位になっておかしくなった」などという揶揄も一部には起きるほどだった。しかし、慶應野球部はその後、5位、4位、4位、3位、2位と次第にリーグ戦での順位を上げていった。その影響もあり、チャンスパターン応援の評判は次第に高まり、六大学内の他校への波及するところとなり、さらに後になって社会人野球、高校野球にも影響範囲を広めていった。誕生以来、現在でもなお慶應の応援のメイン・クライマックスではこのダッシュKEIOが使われており、慶應の応援の象徴としてチャンスパターンのメインとして演奏され続けている。

## 影響
高校野球をはじめとしたプロ野球（特に広島東洋カープの旧投手テーマ、後にチャンステーマなど。カープ応援団には「コンバットマーチ」と呼ばれているが早稲田のコンバットマーチとは関係がない）、『ファミリースタジアム』『燃えろ!!プロ野球』などテレビゲームなど多くの野球応援で使われている（歌詞は多くの場合使われないか使用者によって改変されて歌われる）。広島のほか、ヤクルトではチャンステーマ（ヤクルトの場合は巨人戦が多く、この場合は「讀賣倒せ」とコールされる）として、近鉄では栗橋茂の専用テーマとしてダッシュケイオウが採用されていた。